# Plebejus fuscus
Plebejus fuscus är en fjärilsart som beskrevs av Tutt 1909. Plebejus fuscus ingår i släktet Plebejus och familjen juvelvingar. Inga underarter finns listade i Catalogue of Life.